# Chichiquila (kommun)
Chichiquila är en kommun i Mexiko.   Den ligger i delstaten Puebla, i den sydöstra delen av landet, 220 km öster om huvudstaden Mexico City.
Följande samhällen finns i Chichiquila:
- Chichiquila
- El Palmar
- Nenehuaca
- Ojo de Agua
- El Progreso
- Xochimilco
- El Triunfo
- Rancho Nuevo
- Tizapa
- Cinco de Mayo
- San José Acatla
- El Rosario
- Dos Ríos
- Acalocotla
- Colonia Guadalupe
- El Mirador
- Ermita
- Vista Hermosa
- La Unión
- San Diego del Palmar
- La Providencia
- Tepehuacan
- San Luis Esperanza
- Santa Cecilia
- Xochihuixtla
- Amaxochitla
- Xochimilco
- Pueblo Nuevo la Candelaria
- San Antonio
- Barrio del Carmen
- Santiago
- San José de la Raya
- Loma de las Flores
- Loma Bonita